# ЛТК (футзальний клуб)
ЛТК (скорочено від Луганська Телефонна Компанія) — футзальний клуб з Луганська, учасник української Екстра-Ліги.

## Історія
Футзальний клуб ЛТК було засновано у 2003 році Луганською телефонною компанією. ЛТК у всеукраїнських змаганнях з футзалу представляють команди вищої та першої ліг. Крім того, в структуру футзального клубу ЛТК входить дитяча академія футболу, в якій навчаються і тренуються хлопці різних вікових груп.
У сезоні 2003/04 відбувся дебют клубу в Першості України серед команд першої ліги, де у своїй (східній) підгрупі ЛТК зайняла підсумкове 2-е місце, яке дозволило команді взяти участь у вищій лізі вітчизняної першості наступного сезону.
У дебютному сезоні 2004/05 вищої ліги чемпіонату України ЛТК зайняло 8-у позицію. У сезоні 2005/06 команда фінішувала десятою, а в сезоні 2006/07 — передостанньою 13-ю.
Сезон 2007/08 років команда завершила восьмою, а її найкращий бомбардир Валентин Цвелих з 32 м'ячами став найкращим бомбардиром чемпіонату. Наступні три сезони команда у підсумку опинялась у нижній частині турнірної таблиці, займаючи дев'яте, восьме та десяте місця відповідно.
Сезон 2011/12 ЛТК завершила на шостій сходинці, що є найкращим результатом за всю історію клубу.
У Кубку України найкраще досягнення команди — фінал у сезоні 2012/2013 років.
В Екстра-лізі 2014/15 домашні поєдинки проводив у легкоатлетичному манежі УАБС НБУ (Суми).

## Арена
Свої домашні матчі ЛТК проводить на майданчику спортивного комплексу ЛТК Арена. Будівництво спортивного комплексу розпочалося 2007 року, а його відкриття якого — 16 жовтня 2012 року. Вартість спорудження палацу спорту площею 10 тис. м² та місткістю 2,5 тис. глядачів склала близько 40 млн гривень.
Перший офіційний матч на новому майданчику відбувся 1 грудня 2012 року: ЛТК перемогла харківський «Локомотив» з рахунком 4:1. До 2012 року свої домашні матчі ЛТК проводила на майданчику спортивного комплексу «Старт», здатного вмістити 282 глядача.

## Досягнення
- Фіналіст Кубка України: 2012/13
- Переможець турніру Кубок МФК «Одеса»: 2014[6]

## Склад
На 24 вересня 2013 року
| №  | Гравець             | Позиція  | Національність |
| 1  | Петро Ільків        | Воротар  | Україна        |
| 21 | Юрій Савенко        | Воротар  | Україна        |
| 9  | Максим Бессалов     | Польовий | Україна        |
| 4  | Володимир Разуванов | Польовий | Україна        |
| 3  | Максим Літвінов     | Польовий | Україна        |
| 6  | Микита Лазикін      | Польовий | Україна        |
| 19 | Роман Цапов         | Польовий | Україна        |
| 17 | Віталій Дзюба       | Польовий | Україна        |
| 95 | Дмитро Шеховцов     | Польовий | Україна        |
| 10 | Олександр Вершинін  | Польовий | Україна        |
| 7  | Павло Пічкуров      | Польовий | Україна        |
| 5  | Анатолій Мілінький  | Польовий | Україна        |
| 37 | Микола Чорний       | Польовий | Україна        |
| 13 | Максим Мануйленко   | Польовий | Україна        |
| 11 | Андрій Лисенко      | Польовий | Україна        |

## Відомі гравці
- Максим Щербина (Україна)
- Микита Тменов